# 田中俊輔
田中 俊輔（たなか しゅんすけ）は日本人空道家、キックボクサー、総合格闘家。帯広市出身。国際空道連盟大道塾 札幌南所属。体重62kg。18歳の時に大道塾帯広支部に入門、飛永耕治に師事する。後に格闘技に専念する為に上京、大道塾吉祥寺支部に移籍し、数々の王者を育てた名伯楽・飯村健一に師事し、回し蹴り、前蹴り、肘打ち を中心としたいわゆる「吉祥寺スタイル」を身に着け、3度全日本王者に輝き、世界大会でも準優勝を果たす。その後故郷北海道に戻り札幌南支部の支部長して、後輩の指導に携わる傍ら、選手としても戦い続けている。

## 来歴
- 2008年 - 北斗旗 体力別選手権 中量級 優勝
- 2009年 - 北斗旗 無差別選手権 中量級 優勝
- 2009年 - 空道第三回世界大会 中量級 準優勝
- 2011年 - 北斗旗 体力別選手権 中量級 優勝
- 2012年 - 第一回空道南米選手権大会 中量級　優勝
- 2014年 - 日露武道交流イベント空道アジアカップオープン 4位
- 2014年 - 空道第四回世界大会 ベスト8

| 勝敗 | 対戦相手     | 試合結果                 | 大会名       | 開催年月日     |
| ○    | 新田翔       | 1R 1:56 KO               | Club DEEP    | 2009年8月2日   |
| ○    | 亮AKB        | 3分3R終了 判定3-0        | ノースBOUT-4 | 2010年3月14日  |
| ○    | 井上 拓也    | 5分2R終了 判定1-0)       | Club DEEP    | 2010年8月1日   |
| ○    | ソープたけし | 1R 4:10 KO               | GRACHAN5     | 2010年11月7日  |
| ×    | 釜谷真       | 1R 4:35 フロントチョーク | DEEP51       | 2010年12月11日 |